# Funny People
Funny People (bra: Tá Rindo do Quê?; prt: Gente Gira) é um filme de comédia dramática estadunidense de 2009 escrito e dirigido por Judd Apatow e estrelado por Adam Sandler, Seth Rogen e Leslie Mann.
Funny People foi coproduzido por Apatow Productions e Mr. Madison 23 Productions, uma subsidiária da empresa de Sandler Happy Madison. Universal e Columbia Pictures cofinanciaram o filme e também serviram como um distribuidor mundial.

## Sinopse
George é um comediante stand-up que descobre ter uma doença incurável e menos de um ano de vida. Ira também é comediante, mas trabalha num restaurante e ainda sonha em se tornar um artista de prestígio. Certa noite, os dois homens se apresentam no mesmo local e George contrata Ira como seu assistente pessoal.

## Elenco
- Adam Sandler como George Simmons
- Seth Rogen como Ira Wright
- Leslie Mann como Laura
- Eric Bana como Clarke

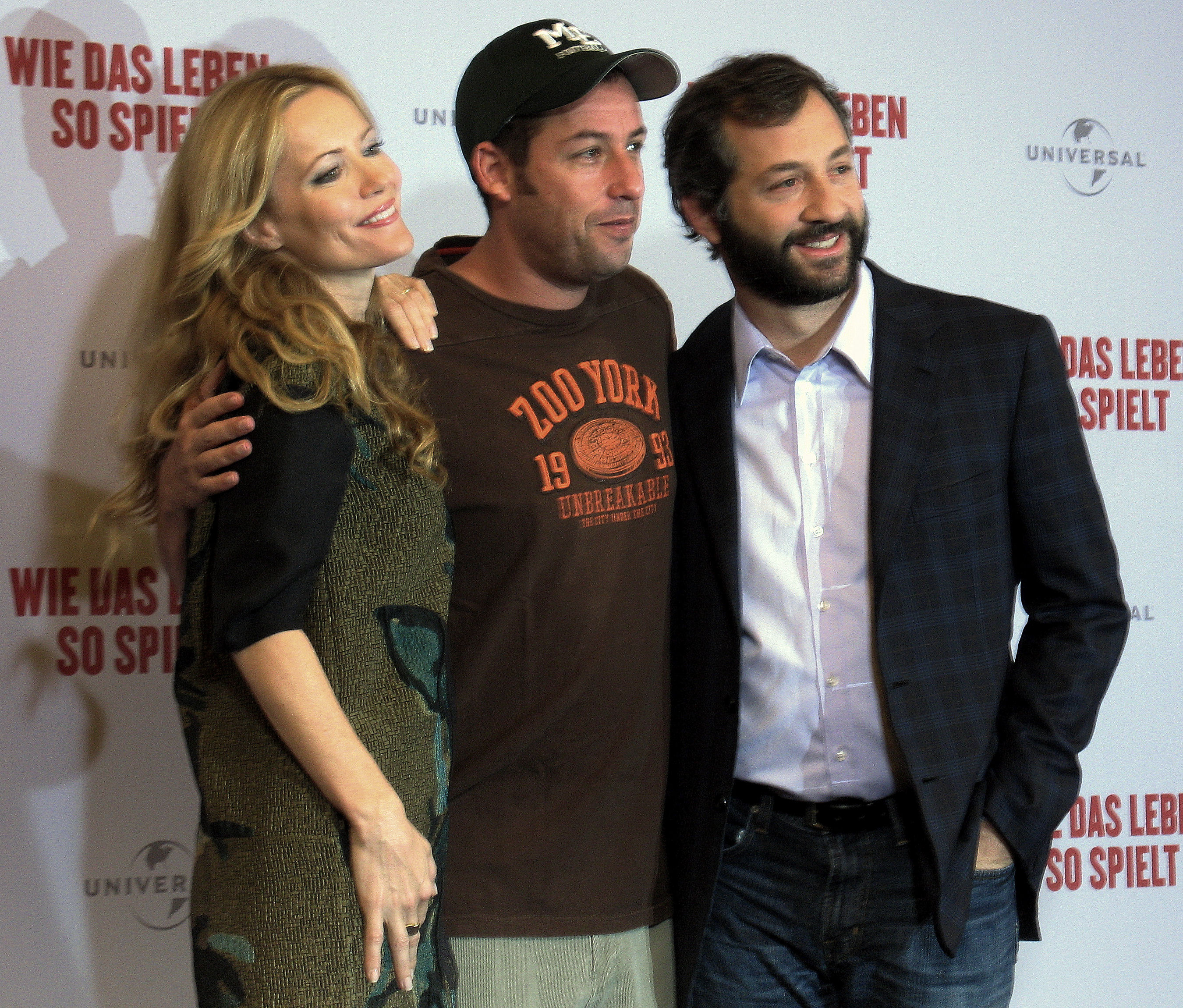
Leslie Mann, Adam Sandler e Judd Apatow em Berlim (2009)

- Jason Schwartzman como Mark Taylor Jackson
- Jonah Hill como Leo Koenig
- Aubrey Plaza como Daisy Danby
- RZA como Chuck
- Maude Apatow como Mable
- Iris Apatow como Ingrid
- Aziz Ansari como Randy Springs
- Torsten Voges como Dr. Lars
- Allan Wasserman como Dr. Stevens
- Steve Bannos como Deli Manager

Dave Attell, Sarah Silverman, Norm Macdonald, Paul Reiser, Tom Anderson, Charles Fleischer, George Wallace, e Andy Dick fizeram aparições feitas como a si mesmos nos papéis de outros comediantes de George. Rapper Eminem, comediante Ray Romano, músico James Taylor, membro do MADtv Nicole Parker, e recém-chegado Bo Burnham também apareceram em pequenos papéis. Carla Gallo da sitcom Undeclared teve uma participação especial no filme como um personagem em Yo Teach!, O programa de televisão dentro do filme que Mark protagoniza, enquanto Justin Long e Ken Jeong que são regulares em filmes de Apatow têm participações especiais no filme como personagens de filmes para os quais George estrela Owen Wilson e Elizabeth Banks são apresentados em cartazes para filmes falsos em que George estrelou. Bryan Batt faz uma aparição como o agente de George. Músicos Jon Brion, Sebastian Steinberg, e James Gadson aparecem no filme como membros da banda de George. Comediantes Rod Man, Budd Friedman, Monty Hoffman, Mark Schiff, Orny Adams, Al Lubel, e Jerry Minor aparecem como eles mesmos. Comediante/produtora/escritora Carol Leifer aparece como ela mesma.

## Produção
Judd Apatow tinha expressado seu desejo de fazer um filme de um comediante mestre em stand-up vagamente baseado em suas próprias experiências no início de sua luta como artista. Ele não poderia vir acima com uma ideia interessante, no entanto, já que a maioria dos seus mentores foram gentis com ele. Ele, então, pensou em fazer um filme sobre um mentor enfrentando uma crise de vida, e decidiu ter o seu antigo companheiro de quarto Adam Sandler desempenhando esse papel. Eles discutiram sobre fazer o filme quase dois anos antes da produção.
Apatow tinha lançado Sandler, Seth Rogen e Leslie Mann como os três protagonistas em março de 2008. Eric Bana, Jonah Hill e Jason Schwartzman foram lançados em junho de 2008, quando o título do filme foi anunciado. Quando perguntado sobre a decisão de lançar Bana, Apatow disse que tanto ele como Rogen são fãs de seus filmes; Rogen também comentou, lançando-o como o marido porque ele era alguém que seria considerado uma presença intimidante para tanto Sandler e Rogen. Bana mencionou que ele decidiu interpretar o personagem com seu sotaque australiano nativo para então ele poder improvisar com mais conforto. Apatow e filhas de Mann, Maude e Iris Apatow, interpretam as jovens no filme. Ambos Apatow e Mann queriam que esta escolha de elenco permitisse o diálogo mais natural para as crianças, mas as meninas não foram autorizados para realmente ver o filme
O premiado pelo Oscar diretor de fotografia Janusz Kamiński lidou com a cinematografia para o filme. Apatow teve Sandler, Rogen e Hill escrevendo seu próprio material para rotinas. Apatow filmou-os de executar suas rotinas na frente das audiências ao vivo, com seis câmeras para capturar suas performances e reações do público. Apatow filmou toda a sua performance, apesar de apenas cinco a dez minutos de imagens de stand-up aparecem no filme. Hill admitiu que seu desempenho não foi bem recebido, porque ele nunca fez stand-up. Além disso, Apatow filmou cenas de filmografia ficcional do personagem de Sandler, bem como cenas do programa de televisão fictício do personagem de Schwartzman Yo Teach!, oara adicionar o realismo ao filme.

## Marketing
Um site para uma televisão fictícia show-dentro-de-um-filme foi criado em NBC.com. A sitcom, Yo Teach!, tem como "estrelas" os personagens Mark Taylor Jackson (Jason Schwartzman), um ator de lista-C retratando um jovem professor com uma turma de alunos faltando, e inclui a participação especial de celebridade da internet Bo Burnham.

## Lançamento

### Resposta da crítica
Funny People recebeu críticas positivas dos críticos e tem uma classificação de 68% "Fresh" no Rotten Tomatoes baseado em 227 opiniões, com o consenso de que o filme "apresenta o humor requisito, bem como considerável profundidade emocional, resultando em filme mais maduro de Apatow até a data". Outro agregador de revisão, Metacritic, deu ao filme uma pontuação de 60 em 100 na categoria "comentários mistos ou médios", com base em 35 comentários.

### Bilheteria
Funny People foi lançado comercialmente em 31 de julho de 2009 no Estados Unidos e Canadá. Foi distribuído para 3,008 cinemas e arrecadou $8.63 milhões em seu dia de abertura. No final da sua semana de estreia, o filme tinha arrecadado $23.44 milhões. Funny People, a um custo estimado de $75 milhões para produzir, feitas sobre $71 milhões em todo o mundo nos cinemas. Em comparação, o esforço na direção anterior de Apatow, Knocked Up, o custo de $33 milhões para produzir e fez mais $219 milhões em receita bruta, enquanto três últimos filmes de Sandler tinha feito juntosz mais de $100 milhões.

### Home media
Funny People foi lançado em DVD e Blu-ray nos EUA em 24 de novembro de 2009. Há um duplo disco "Sem Censura & Cinema" corte e uma de dois discos "Unrated Edition". A versão sem classificação do filme é executado em 153 minutos. Foi lançado no Reino Unido em 18 de janeiro de 2010, mais uma vez, em DVD e Blu-ray. No Brasil, foi lançado diretamente em vídeo.

## Trilha sonora
Funny People: Original Motion Picture Soundtrack foi lançado em 28 de julho de 2009.
1. "Great Day" por Paul McCartney (2:08)
2. "Wires" por Coconut Records (2:26)
3. "All the King's Horses" por Robert Plant e os Strange Sensation (4:19)
4. "Carolina in My Mind" (Live) por James Taylor (4:58)
5. "Keep Me in Your Heart" por Warren Zevon (3:27)
6. "Real Love" por Adam Sandler (4:56)
7. "We (Early Take)" por Neil Diamond (4:11)
8. "Jesus, Etc." (Live Summer '08) por Wilco com a partipação de Andrew Bird (4:01)
9. "George Simmons Soon Will Be Gone" por Adam Sandler (2:15)
10. "I Am Young" por Coconut Records (3:07)
11. "Memory" por Maude Apatow & Larry Goldings (3:53)
12. "Numb as a Statue" por Warren Zevon (4:07)
13. "Photograph" por Ringo Starr (3:58)
14. "Watching the Wheels" (Acoustic Demo) por John Lennon (3:06)

### Faixas bônus na liberação iTunes
1. "Secret O' Life (Live)" por James Taylor (3:55)
2. "Photograph" (Live) por Adam Sandler (2:55)
3. "Everybody Knows This Is Nowhere" por Adam Sandler (4:02)
4. "Nighttiming" por Coconut Records (2:48)

O filme também apresenta "Joanna" por Kool & The Gang, "Three Little Birds" por Bob Marley, "Diamond Dave" por The Bird and the Bee, "Man in the Box" por Alice in Chains, "(I've Had) The Time of My Life" por Bill Medley & Jennifer Warnes, "Walk Like an Egyptian" por The Bangles, "In Private" por Paul McCartney, "Cat Song" por Tomoko Kataoka e "Give Me Love (Give Me Peace on Earth)" por George Harrison.
O Blu-ray e disco duplo DVD também inclui Sandler realizando "Save It for Later" dos The Beat.
Músicas adicionais utilizadas em trailers do filme são "We Will Become Silhouettes" por The Postal Service, "My Friend" por Dr. Dog, e "Nothing'severgonnastandinmyway (Again)" por Wilco.